# Bienenbüttel
Bienenbüttel is een plaats in de Duitse deelstaat Nedersaksen, gelegen in het Landkreis Uelzen. De gemeente telt 6.693 inwoners.

## Samenstelling van de gemeente
Bienenbüttel bestaat uit 15 dorpen met de status Ortsteil, te weten:
- Bienenbüttel, het hoofddorp waar het gemeentebestuur zetelt; aantal inwoners[2]: 2.580
- Bargdorf, 2 km ten zuid-zuidwesten (ZZW) van Bienenbüttel; 287 inw.; excl. twee vakantiehuisjesparken ten zuiden van dit dorpje.
- Beverbeck, 5 km WZW; 148 inw.
- Bornsen, 7 km ZW; 89 inw.
- Edendorf, 5 km O; 290 inw.

- Eitzen I[3], 5 km W, 185 inw.
- Grünhagen,  2½ km NW, aan de B4, 384 inw.
- Hohenbostel, 1½ km NNW, in een toeristisch aantrekkelijke omgeving, aan de Ilmenau, 788 inw.
- Hohnstorf, 3 km O, 204 inw.
- Niendorf, ruim 2 km NO, direct ten Z. van het militaire oefenterrein te Wendisch Evern, 73 inw.

- Rieste, 4 km ZW, 259 inw.
- Steddorf, incl.  het 20e-eeuwse uitbreidingswijkje Neu Steddorf, 2 km ZW, aan de weg naar Rieste, 842 inw.
- Varendorf, 1 km ZO van Rieste, nog steeds een boerendorp met suikerbietenakkers, 110 inw.
- Wichmannsburg, 1 km ZO, met een bezienswaardig, oud kerkje, 403 inw.
- Wulfstorf, ruim 4 km NO, aan de oostkant van het Elbe-Seitenkanal, direct ten ZO van het militaire oefenterrein te Wendisch Evern, 86 inw.

Totaal aantal inwoners in 2021 volgens bovenvermelde bron: 6.728.

## Geografie en infrastructuur

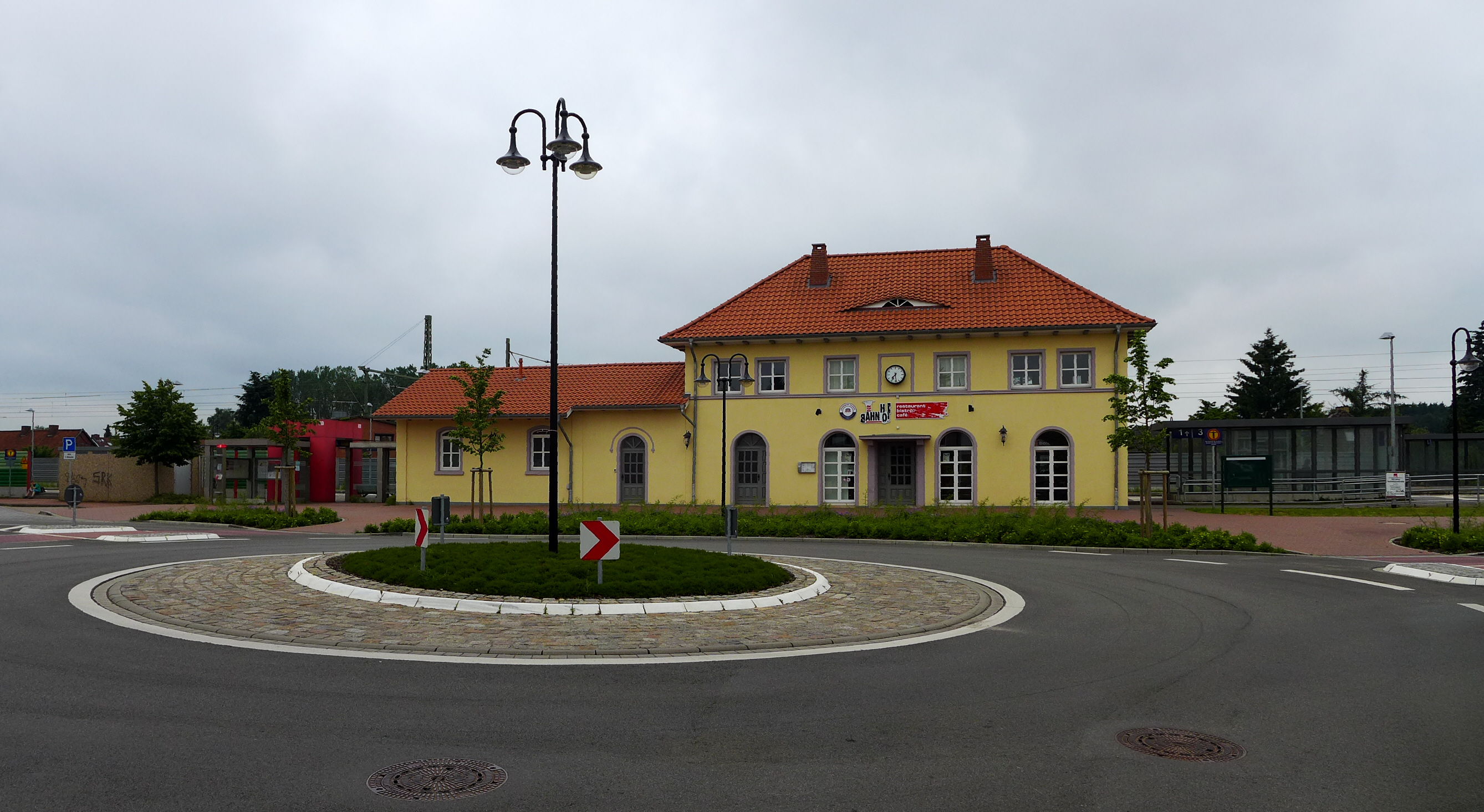
Station
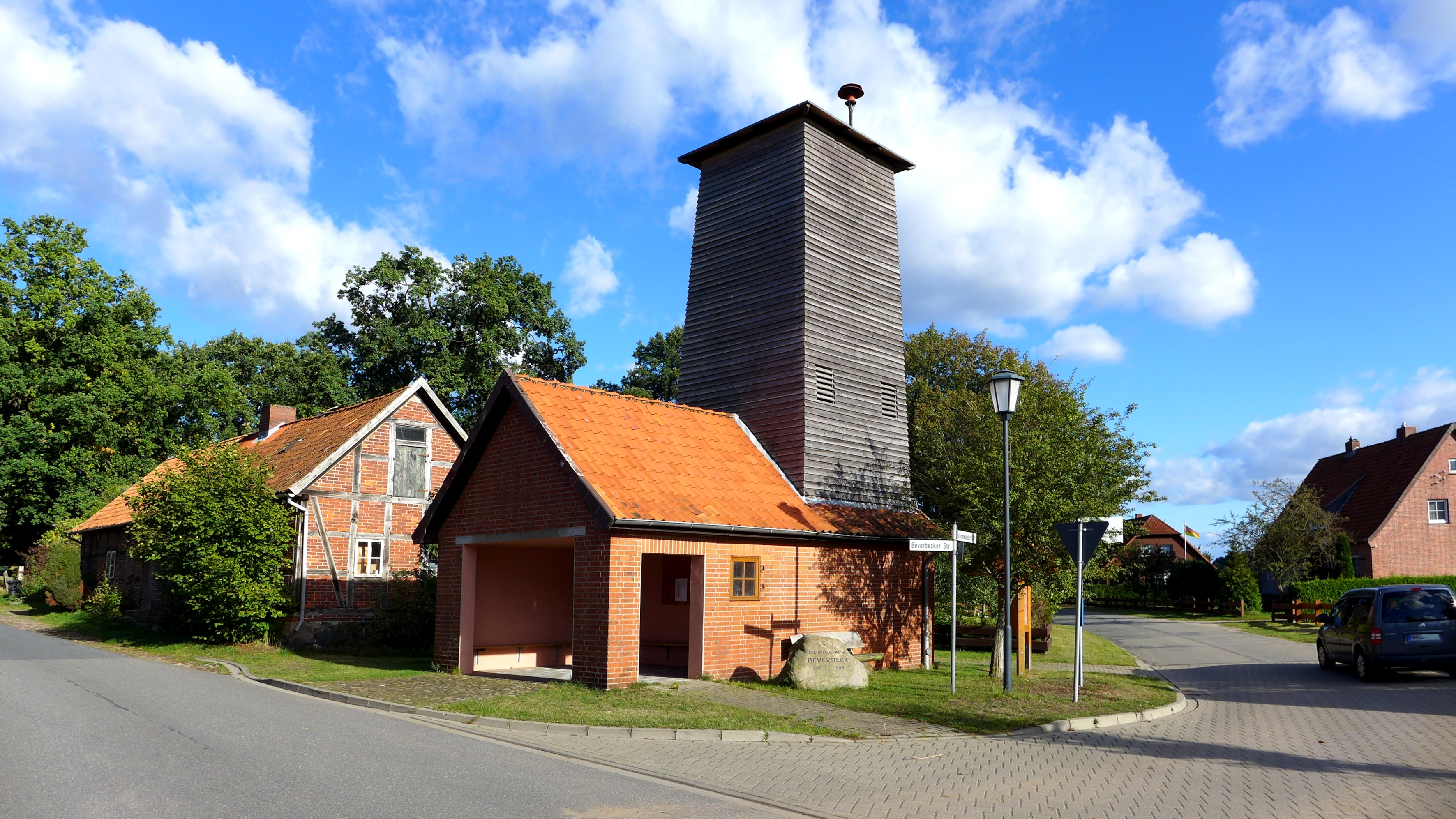
Brandweerhuis en brandslangentoren te Beverbeck

Door de gemeente Bienenbüttel loopt van zuid naar noord het voor vrachtschepen onbevaarbare riviertje de Ilmenau, een zijrivier van de Elbe.  De gemeente ligt aan de oostkant van de toeristisch aantrekkelijke Lüneburger Heide.
De gemeente ligt tussen de steden Lüneburg in het noordwesten, en Uelzen in het zuidoosten.  De gehele infrastructuur in Bienenbüttel vertoont daarom een noordwest-zuidoost-oriëntatie.
De belangrijkste, in noordwest<>zuidoost-richting lopende verkeersweg, is de Bundesstraße 4. Ook het Elbe-Seitenkanal loopt door Bienenbüttel. Er zijn plannen (anno 2023), om de Autobahn A 39 naar o.a. Lüneburg en Bienenbüttel door te trekken.
Bienenbüttel heeft een station aan de spoorlijn Lehrte - Cuxhaven. Het station staat 13 km ten zuiden van Station Lüneburg en 22 km ten noorden van Station Uelzen. De andere dorpen in de gemeente zijn vanuit Bienenbüttel per belbus bereikbaar. De  frequentie van deze bussen is doorgaans echter laag.  Vastorf, dat slechts 2 km ten noordoosten van Wulfstorf, gemeente Bienenbüttel ligt,  heeft een stationnetje aan een kleine spoorlijn Buchholz - Station Lüneburg - Wittenberge. Zie ook: Spoorlijn Wittenberge - Jesteburg.
In de meeste dorpen van de gemeente speelt de vrijwillige brandweer een hoofdrol in het sociale en verenigingsleven; het brandweerhuis is vaak naast de kerk (als er een kerk staat) het belangrijkste gebouw van zo'n dorp.

## Economie
Alle dorpen in de gemeente, die aan de oostkant van de  Lüneburger Heide ligt, bestaan in hoofdzaak van het toerisme en de landbouw. Ten zuidoosten van Bienenbüttel, aan de spoorlijn, zijn op een bedrijventerrein enige bouwbedrijven en andere als midden- en kleinbedrijf te beschouwen ondernemingen gevestigd. Betrekkelijk veel inwoners van de gemeente zijn woonforensen, die een werkkring in een grotere plaats in de omgeving hebben.

## Geschiedenis
In de gehele streek hebben megalietmonumenten, waaronder hunebedden, gestaan, die toegeschreven worden aan de dragers van de trechterbekercultuur (3200-2500 v.Chr.) in de Jonge Steentijd. Deze zijn doorgaans in de loop der eeuwen verloren gegaan. Men kon deze zwerfstenen goed gebruiken voor o.a. de bouw van middeleeuwse dorpskerken, kloosters en kastelen.
Bargdorf is bekend vanwege talrijke archeologische vondsten, die er gedaan zijn. Ten zuiden ervan is een grafveld uit de Bronstijd ontdekt, het Heuvelgrafveld van Addenstorf.
Bienenbüttel zelf is mogelijk reeds vóór het jaar 1000 ontstaan als nederzetting aan een handelsroute naar de streek Wendland.  Het wordt voor het eerst in een document vermeld in 1004 als Biangibudiburg. De naam is afkomstig van een oude persoonsnaam met -bi- ( =bij) en -het achtervoegsel -büttel (zie voor verklaring onder Wolfenbüttel). Bienenbüttel ligt aan de Ilmenau; bij een voorde in deze rivier heeft in de middeleeuwen wellicht een kasteel gestaan, waarvan de heren tolrecht genoten. Het gemeentewapen getuigt hier nog van. Waarschijnlijk stond er in 1288 al een stenen kerk.  Tussen 1531 en 1540 werd de Reformatie doorgevoerd; sedertdien zijn verreweg de meeste christenen, en alle in dit artikel genoemde kerkgebouwen, evangelisch-luthers.
In 1847 verkreeg Bienenbüttel aansluiting op het spoorwegnet. Een eeuw lang was er in het dorp enige voedingsmiddelenindustrie, waaronder een suikerfabriek.
In 1966 sloten de talrijke dorpjes in dit gebied zich aaneen tot de Samtgemeinde Bienenbüttel. Bij een gemeentelijke herindeling in juli 1972 werd Bienenbüttel een Einheitsgemeinde: de vroegere , zeer kleine, deelgemeentes werden gedegradeerd tot Ortsteil.
Andere historische feiten van meer dan plaatselijke betekenis zijn, voor zover bekend, niet overgeleverd.

## Bezienswaardigheden, natuurschoon

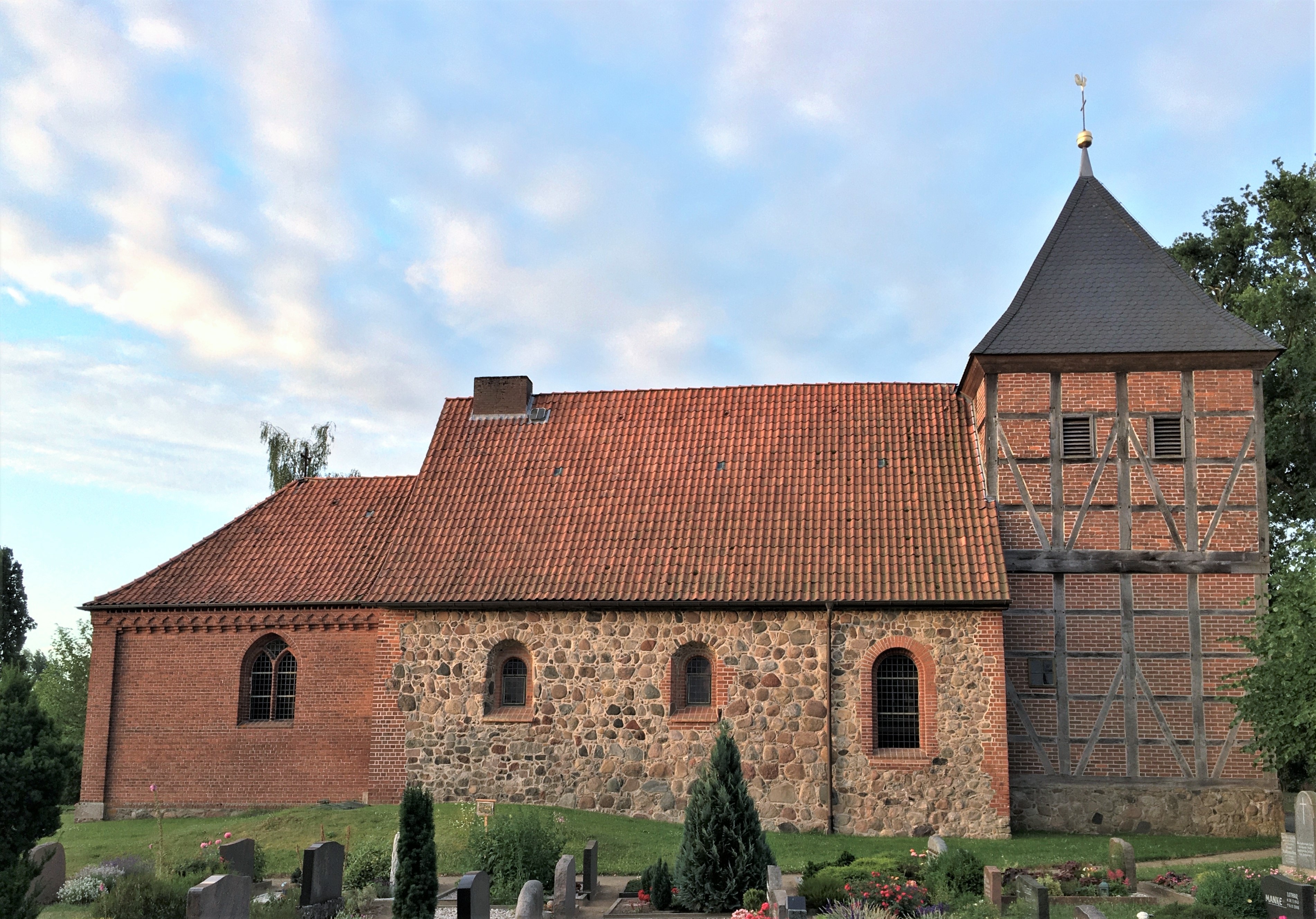
Wichmannsburg, evang.-lutherse Sint-Joriskerk
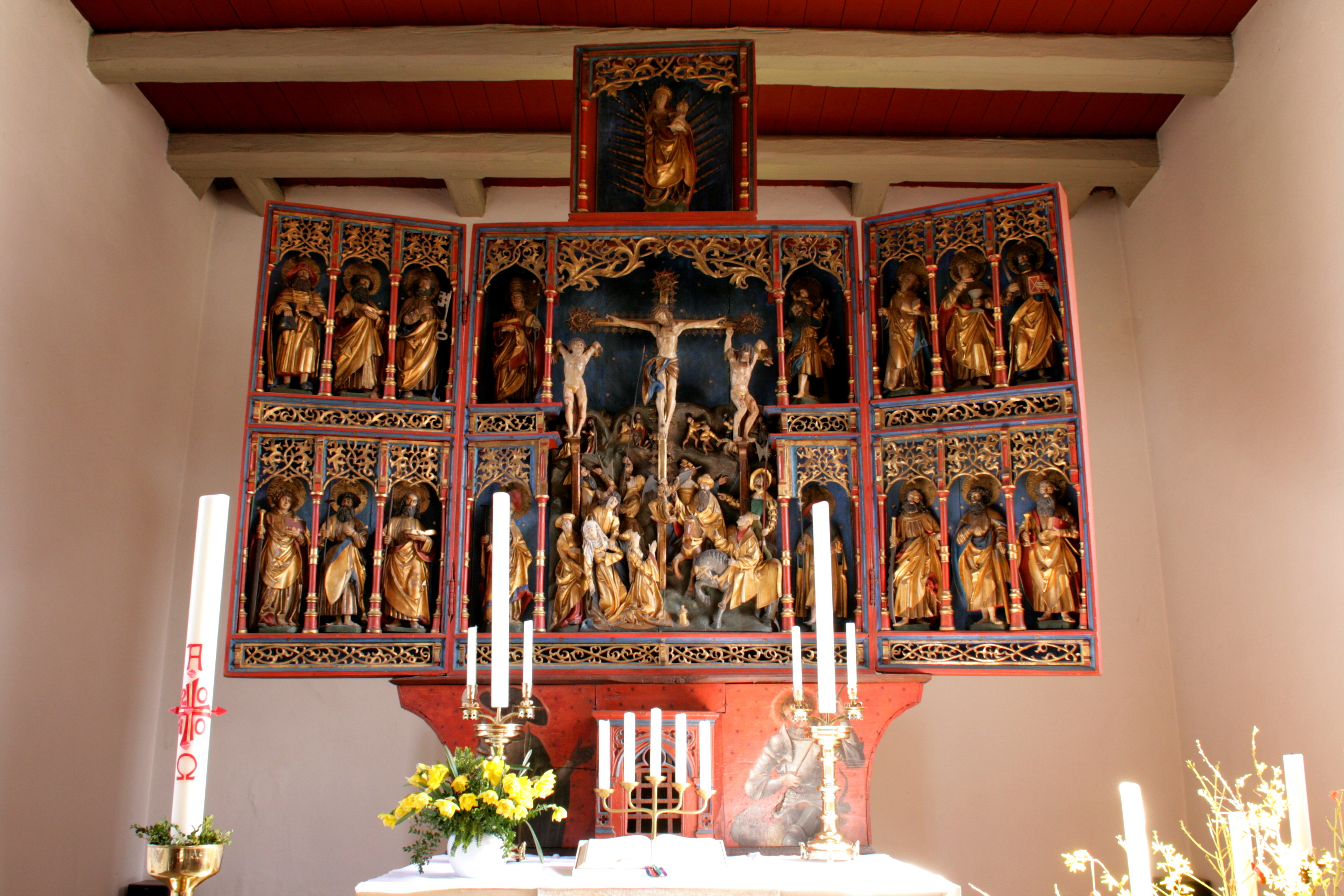
Zestiende-eeuws altaarstuk in deze kerk
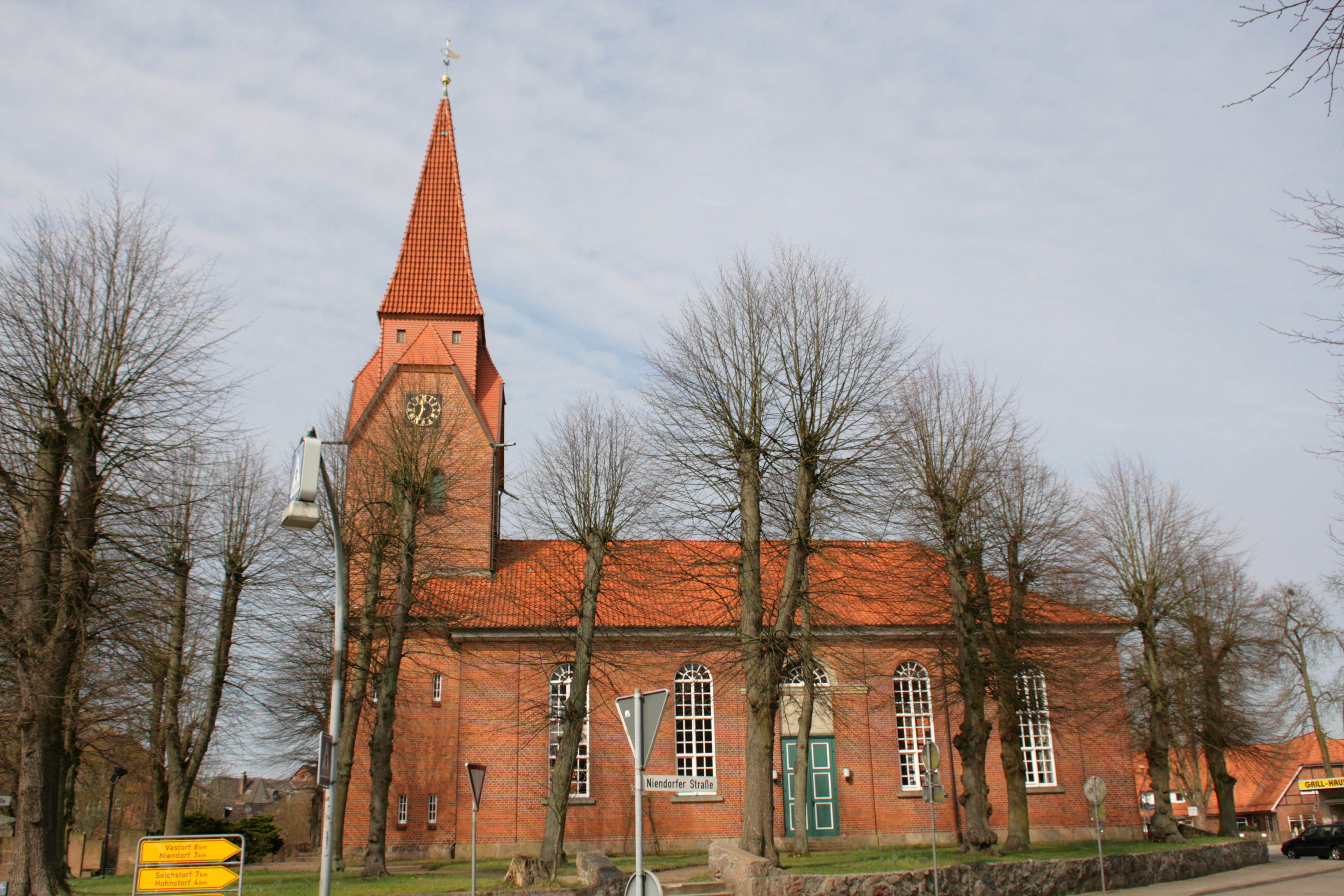
Evang.-lutherse St. Michaëlskerk, Bienenbüttel (1837)
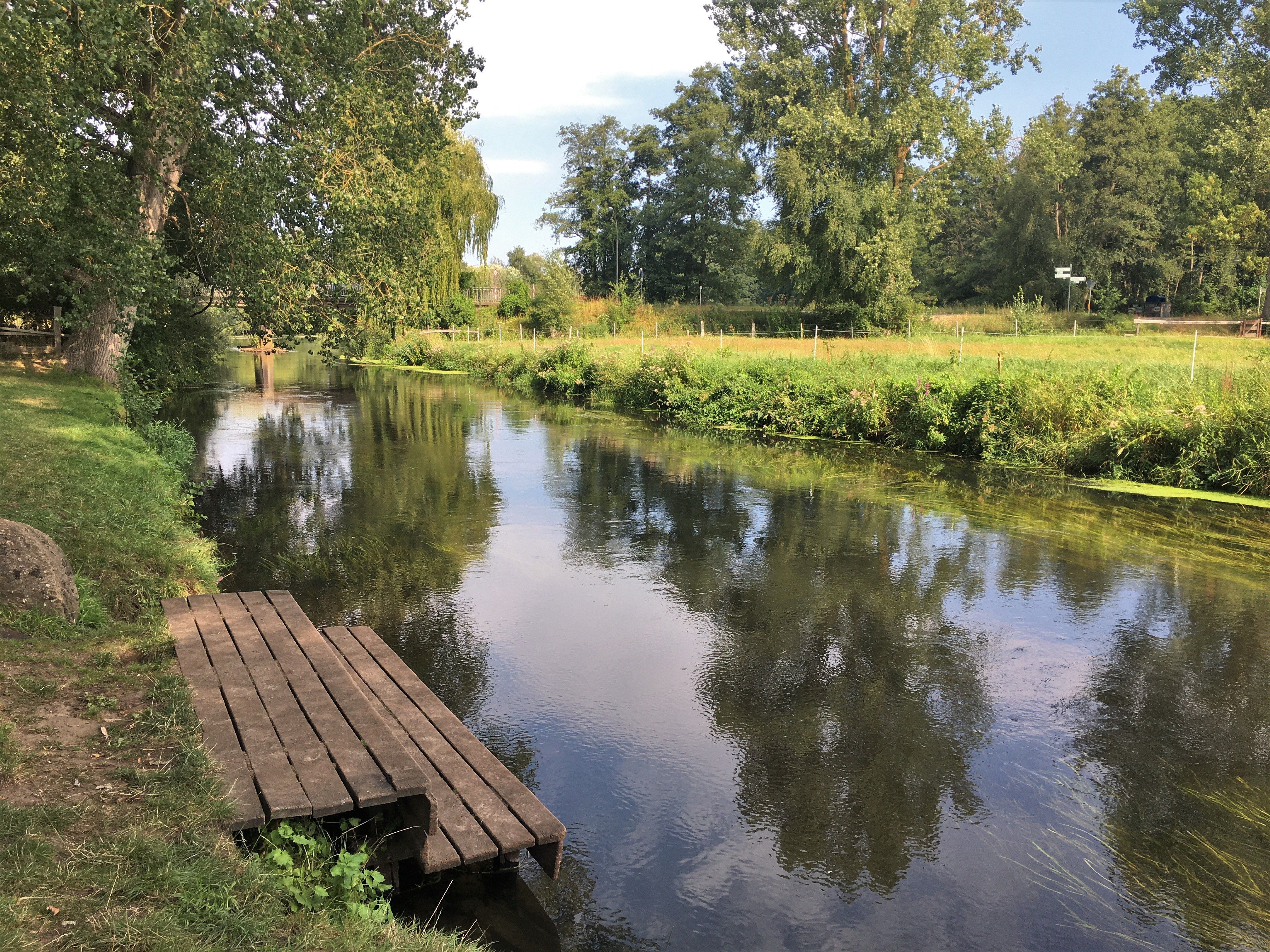
Wichmannsburg, aanlegsteiger voor plezierbootjes en kano's aan de Ilmenau
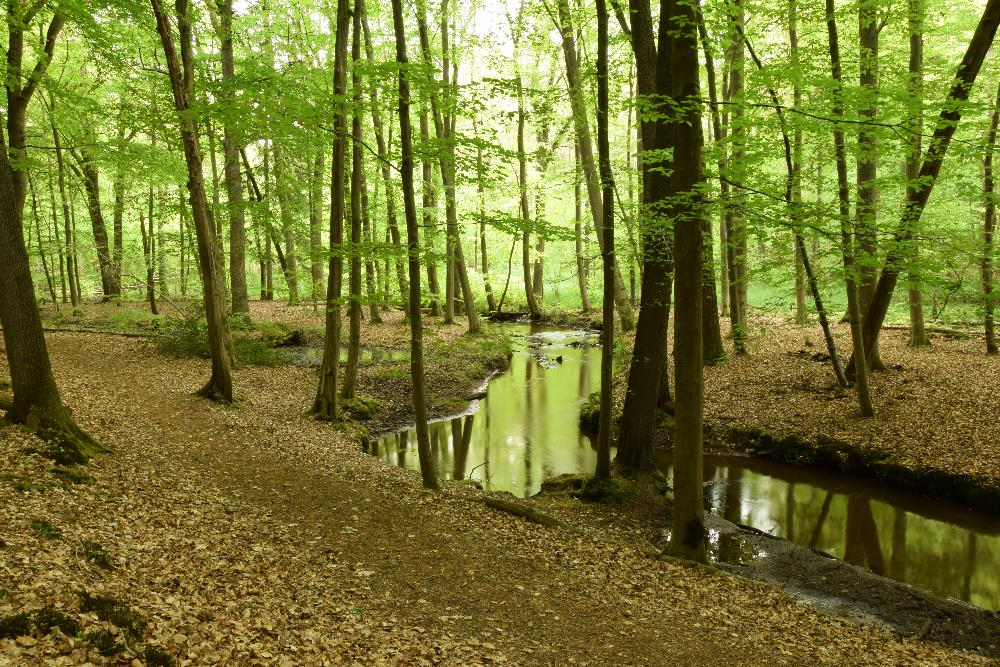
In het Forellenbachtal

De gemeente ligt in het toeristisch aantrekkelijke gebied Lüneburger Heide en draagt het predicaat Staatlich anerkannter Erholungsort. Er zijn dan ook voor wandelaars en fietsers de nodige faciliteiten aanwezig, alsmede enige campings en horecabedrijven.
Een zeer fraai, 250 hectare groot natuurreservaat is een beekdal ten westen van Bienenbüttel, rondom Eitzen I. Het draagt de naam Schierbruch und Forellenbachtal.
Verspreid door de gemeente zijn nog een aantal schilderachtige, 18e- en 19e-eeuwse, boerderijen en boerenschuren bewaard gebleven, waarvan sommige in vakwerkstijl.
Een geliefde vrijetijdsbesteding is het varen met kano's e.d. op de Ilmenau. Deze heeft ook talrijke zijbeken, met soms een grote ecologische waarde.
Het bezienswaardigste kerkgebouw in de gemeente, en waarschijnlijk op de gehele Lüneburger Heide, is de 10e-eeuwse, romaanse, Sint-Joriskerk te Wichmannsburg. Het vroeg 16e-eeuwse retabel in deze kerk is uit een in 1781 afgebrand klooster te Medingen, bij Bad Bevensen, afkomstig. Dit zeer bezienswaardige altaarstuk is voor sommige in kerkelijke kunst geïnteresseerden aanleiding, om speciaal een reis naar dit kerkgebouw te ondernemen.